# 旧車
旧車（きゅうしゃ）とは、過去に製造された自動車やオートバイなどの車両を指す語である。クラシックカー、ヒストリックカーとも。
「旧車」という語がいつ製造された車両を指すのかは、各個人や年齢層によって様々な解釈が存在しており、明確な線引きは事実上存在しない。本項ではそれらの定義に関しても解説する。

## 定義と同義・類義語

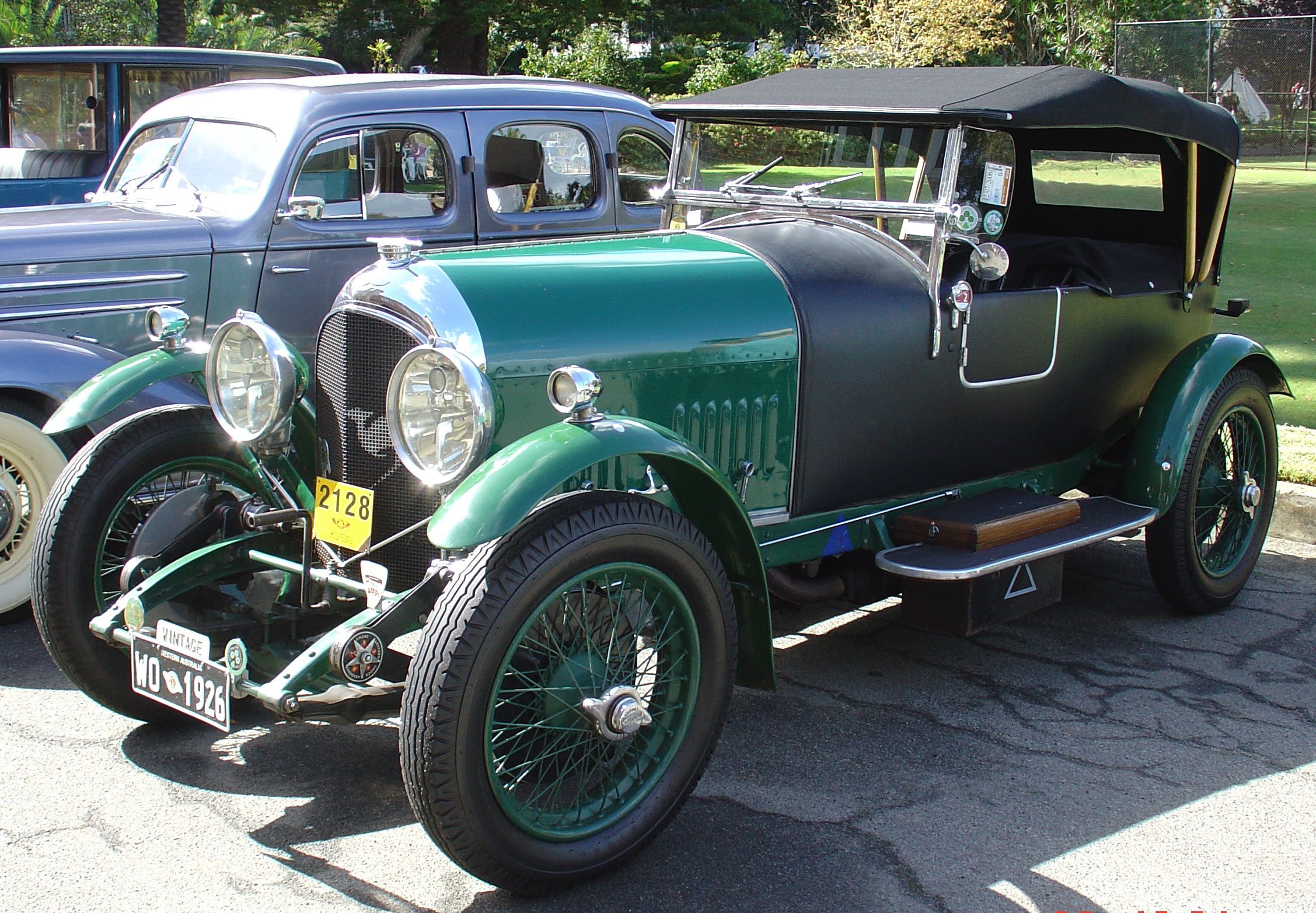
1920年代のイギリス車「ベントレー（1926年）」

年式の古い車両を「クラシックカー」「ヒストリックカー」 などと呼ぶ。どの程度古い車を対象とするかは、製造年代による分類や、「製造されてから○○年以上経った車両」と判断する考え方がある。クラシックカーを用いた公道ラリーを行っている団体のFédération Internationale des Véhicules Anciens (FIVA) では、「生産されてから25年以上経ったもの」を基準としており、FIVAに加盟する日本クラシックカークラブでは1919年から1945年までに生産された車両を主に扱っている。
製造年代によって異なった呼称が使用されることもあり、特に1919年から1930年に製造されたものをヴィンテージカーと呼ぶ場合が多く、欧米の自動車愛好家にとってはこの時期に生産された自動車こそが「特定の年代に作られた良いもの（=ヴィンテージ）」という認識が存在していると考えられる（日本では一例として、東京都が1945年（昭和20年）までに製造された自動車をヴィンテージカーとし、自動車税の減免を行っている。さらに古く、第一次世界大戦前に生産された自動車はベテランカーと呼ばれる。
このほか、1970年代中期以上前に製造された車を「オールドタイマー」、1970年後期以降のものを「ヤングタイマー」とする呼称もある。オールドタイマーは、旧車愛好者向け雑誌のうちの一つのタイトル（『Old-timer』）にもなっている。

### 日本における定義

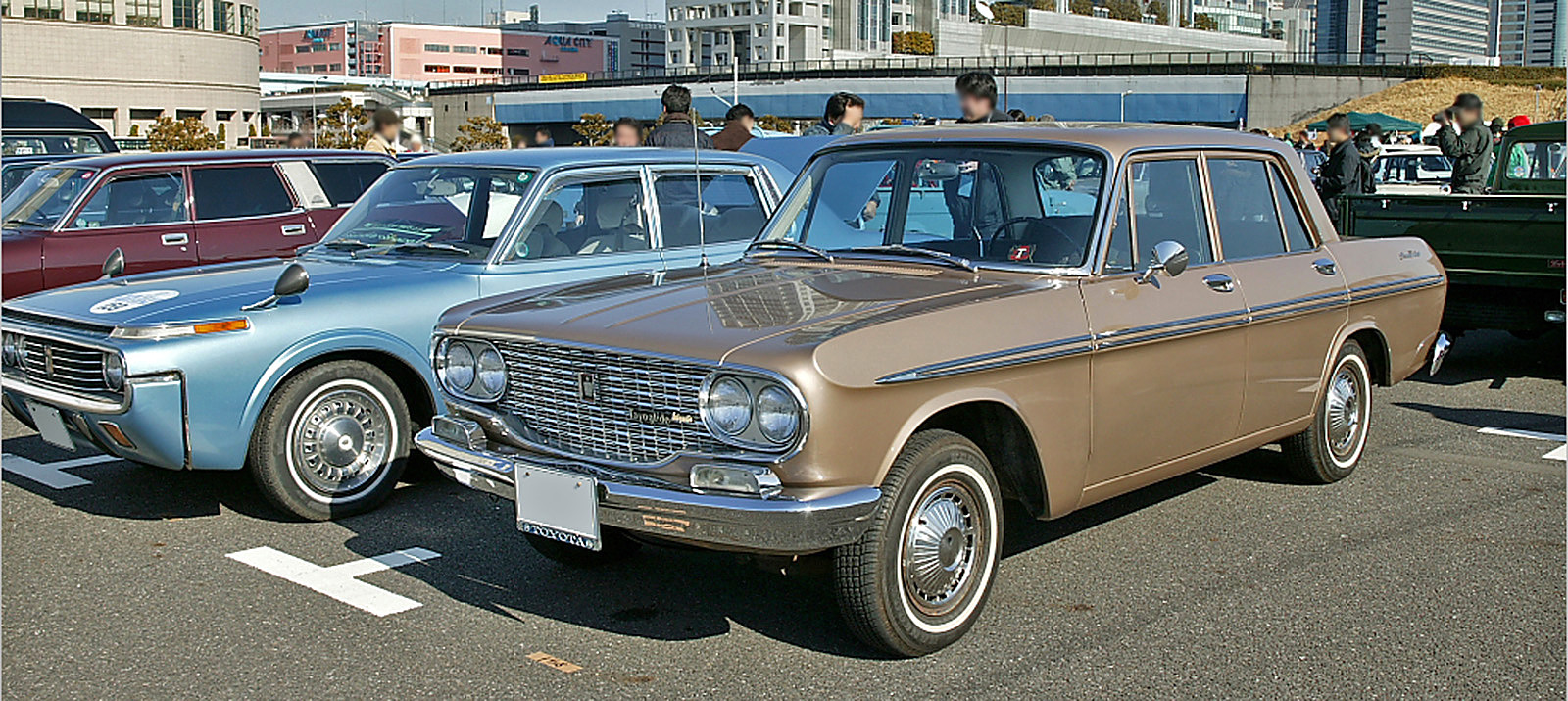
1960年代の日本車（トヨペット・クラウン RS41）

日本で用いられる「旧車」「ノスタルジックカー」といった言葉については、年式に明確な線引きは存在しない。
そのため各個人や専門誌、販売業者などの主観によって、また、ジェネレーションギャップによっても違いが出る。日本における「ヒストリックカー」は、生産台数、生産者や歴代所有者の知名度、有名な出来事・事件・事故との関連、モータースポーツでの活躍歴など、特別に歴史的価値があるものに限定されることがあるが、これも基準が明確ではない。日本クラシックカー協会が主催するイベントの参加基準では、原則的に1975年までに生産された車両としており（2013年現在）、日本車を中心とした自動車愛好家にとっての目安の一端が伺われる。また、サイドカーや一部トライクなど、現在の日本社会において一般的ではない車種も旧車に含まれる場合がある。特殊な例では、しばしばシーラカンスとも例えられる、非常に古い設計のまま近年まで製造され続けていた車種や、生産終了した車種を復刻したレプリカなどを含むかどうかで判断が分かれる。

## 愛好家
こうした車を好む人々は、生産当時からのオーナーを除き、専門店にて整備済みの中古車を購入したり、未整備の車を購入し自分でレストアしたりすることで車両を入手する。また、経年劣化による故障や問題が発生しやすく、頻繁なメンテナンスを必要とする。修理用の部品は自動車メーカーでの製造が終了し在庫もないものがほとんどなため、町工場などへ特注もしくは自作する、愛好家間で手持ちの部品を売買・交換する、といった手段で融通する場合が多い。こういった情報交換や親睦を目的として、愛好家同士のオーナーズクラブ（例：旧車会）も存在し、旧車を用いたレースや走行会などが行われることもある。また、そのような車を専門に扱う販売店も全国各地に存在する。
1960 - 1970年代の車は、その当時若者であった世代が所有しているケースが多く見られる。しかしオーナー自身の高齢化や車両の維持が困難なこともあり、諸々の事情から手放す場合も増えている。1980年代の車も、当時所有していた(あるいは幼少期、家族など身近な人が所有していた)オーナーが、近年改めて同じ車種を購入するケースが見られる。これらのケースとはまた違った動機として、より若い世代が自身の年齢より古い年式の車に魅力を感じ、所有するという需要も存在している。
そのほか、1974年（昭和49年）の法改正で全てのガソリンの無鉛化が決定したため（牛込柳町鉛中毒事件を参照）、無鉛化以前に生産された車両の中には燃料を有鉛ガソリンに限定しているものもある。対象車種の場合、無鉛対応エンジンへの載せ替えか無鉛化対策品のバルブシートに打ち換えることが好ましいが、すべてのガソリンが無鉛化された現在、それらの対策が取れない場合は、ガソリンに含まれているバルブシートの汚損や摩耗を防ぐ添加剤や市販のガソリン添加剤に頼る他はない。

### 補修・カスタム時の現行車両部品の活用
近年、メンテナンス性（経年劣化と部品供給の不安の軽減。その性質上、問題は年々深刻化する傾向を持つ）や日常での使い勝手の向上（基本性能、エアコンやAT、パワーステアリングの装備など）を目的にスワップチューニング（現行車のエンジン・トランスミッション及び制御系統、場合によってはサスペンションにまで手が及ぶ）や大掛かりなボディ補強を行うケースがある。そしてそのような車両は時にチューニング雑誌などで特集され、『OPTION2』の「エボリューションQ」のように当該車両をクローズアップした雑誌記事も存在する。そしてそのような車両をコンプリートカーとして販売する専門店も存在するほか、そこまで大掛かりな作業でなくとも現行車の部品を補修･カスタムに活用するケースは多い。

## 法的な環境に端を発する逆境
一定年度数を経過した車両の自動車税が増額されることのように、日本では旧車に対する風当たりはかなり厳しいと言える。特に先のエコカー補助金が旧車、特に年式的に直撃を受けたネオヒストリックカーの残存数に与えた影響はかなりあったようで、『ドリフト天国』の読者コーナーには｢出すところに出せば価値のある車両がエコカー補助金の後押しを受けてどんどん潰されてしまう｣と言う内容の投稿が行われたことがあった。

エンスージアストの存在などで残されやすい｢自動車文化・産業技術委遺産としての地位が確立されている車種」、あるいはコレクターズアイテムと化し「投機の対象とみなされている車種」、ネオヒストリックカーだが市場原理で未だに人気のあるとは対照的に、それらのバックボーンが弱いこともあって解体や海外輸出の憂き目にあう可能性が十分に考えられ 愛好家の悩みの種となっている。
さらに日本の中古車（及びその部品）自体が、日本在住の外国人によってドバイの免税特区（Dubai Auto Zone、DAZ）や極東ロシアへ輸出されていることも日本国内での残存台数の減少に拍車をかけている。とりわけ2020年前後ではアメリカ合衆国の通称｢25年ルール｣と呼ばれる輸入規制免除枠と、以前からのスポーツコンパクト・JDMというジャンルの確立に加え、グランツーリスモ（ゲームと映画）やワイルド・スピードシリーズの人気が拍車をかけ、今後起こりうるRB26世代のスカイラインGT-Rをはじめとする日本製スポーツカーの海外流出 が懸念されている。 また、部品単位で言えば｢世界戦略車である上に国内では大量販売されて値崩れが激しい｣｢ホットモデルの存在や現地メーカーでの生産が行われているなどの理由で部品の需要がある｣車種の場合もターゲットとなるが、この場合は輸出先の規制や輸送コストもあり動態保存すらされずボディを切断されてしまうことも間々ある。もっとも、切断された後に残ったボディ後ろ半分にも修理用ボディパーツとしての需要がある。

## 旧車の分類

### 年代による分類例
- クラシックカー
  - 1940年代以前 
    - フォード・モデルT（1908年-1927年）
    - メルセデス・ベンツSSK（1928年式）
    - トヨタAC（1947年）
    - ダットサンDA（1947年）

  - 1940年代- 1950年代 
    - トヨペット・クラウン（初代1955年式 -）
    - プリンス・スカイライン（初代1957年式 -）
    - ダットサン110（1955年式 -）
    - ダットサン・ブルーバード（初代1959年式 -）
    - スバル・360（1958年式 -）
    - メルセデス・ベンツ・300SL（1954年式 -）
- 旧車
  - 1960年代 - 1970年代
    - トヨタ・クラウン（2代目1962年式 - 5代目MS100系1974年式 -）
    - トヨタ・マークII（初代1968年式 - 3代目MX40系1976年式 -）
    - 日産・セドリック（初代1960年式 - 4代目330系1975年式 -）
    - プリンス/日産・スカイライン（2代目S50系1963年式 - ジャパン1977年式 -）
    - 日産・ブルーバード（2代目410系1963年式 - 810系1976年式 -）
    - ホンダ・N360（1967年式 - 1972年式）

  - 1970年代末 - 1980年代前半
    - トヨタ・クラウン（6代目MS110系1979年式 -）
    - トヨタ・マークII（4代目GX60系1980年 -）
    - 日産・セドリック（5代目430系1979年式 -）
    - 日産・スカイライン（R30系1981年式 -）
    - 日産・ブルーバード（910系1979年式 -）

- ネオヒストリックカー
  - 1980年代前半 - 1980年代中盤
    - トヨタ・クラウン（7代目MS120系1983年式 -）
    - トヨタ・ソアラ（初代Z10系1981年式 -）
    - トヨタ・マークII（5代目GX70系1984年 -）
    - 日産・セドリック（6代目Y30系1983年式 -）
    - 日産・スカイライン（R31系1985年式 -）
    - 日産・ブルーバード（U11系1983年式 -）

  - 1980年代後半 - 1990年代前半
    - トヨタ・クラウン（8代目MS130系1987年 -）
    - トヨタ・ソアラ（2代目Z20系1986年式 -）
    - トヨタ・マークII（5代目GX80系1988年 -）
    - トヨタ・カリーナED（初代ST160系1985年 - 2代目ST180系1989年- ）
    - 日産・セドリック（6代目Y31系1987年式 -　営業車のQJY31は2014年まで）
    - 日産・スカイライン（R32系1989年式 -）
    - 日産・ブルーバード（U12系1987年式 -）
    - 日産・プリメーラ（P10系1990年式 -）
    - 三菱・ギャラン（E30系1987年式 -）
    - 三菱・ディアマンテ（F10/20系1990年式 -）

### 年代以外での分類例
- ヒストリックカー
  - 定義は明確ではないが、競技用車両などでそう呼称されることが特に多い車種を以下に挙げる
    - ダットサン・フェアレディ（初代S210系1959年式 - 2代目S310系1970年式）
    - 日産・シルビア（初代CSP311型1965年式 - 1968年式）
    - トヨタ・スポーツ800（1965年式 - 1969年式）
    - ホンダ・S800（1966年式 - 1970年式）
    - トヨタ・2000GT（1967年式 - 1970年式）
    - マツダ・コスモスポーツ（1967年式 - 1972年式）
    - 日産・フェアレディZ（初代S30系1969年式 - 1978年式）
    - 日産・スカイラインGT-R（C10系1969年式 - ケンメリ1973年式）
- 長期にわたって生産されたため、分類が難しいもの
  - フォルクスワーゲン・タイプ1（1938年式 - 2003年式）
  - シトロエン・2CV（1948年式 - 1990年式）
  - ミニ (BMC)（1959年式 - 2000年式）
  - 三菱・ジープ（1953年式 - 1998年式）
  - トヨタ・センチュリー（初代1967年式 - 1997年式）
  - 日産・プレジデント（初代1965年式 - 1990年式）
  - 三菱・デボネア（初代1964年式 - 1986年式）
  - トヨタ・パブリカトラック（2代目1969年式 - 1988年式）
  - 日産・サニートラック（2代目1971年式 - 1994年式、海外向けは2008年まで）
  - トヨタ・ランドクルーザー（3代目40系1960年式 - 1984年式、70系1984年～2015年。特に70系国内仕様には途中で10年間のブランクがある。）

### ギャラリー

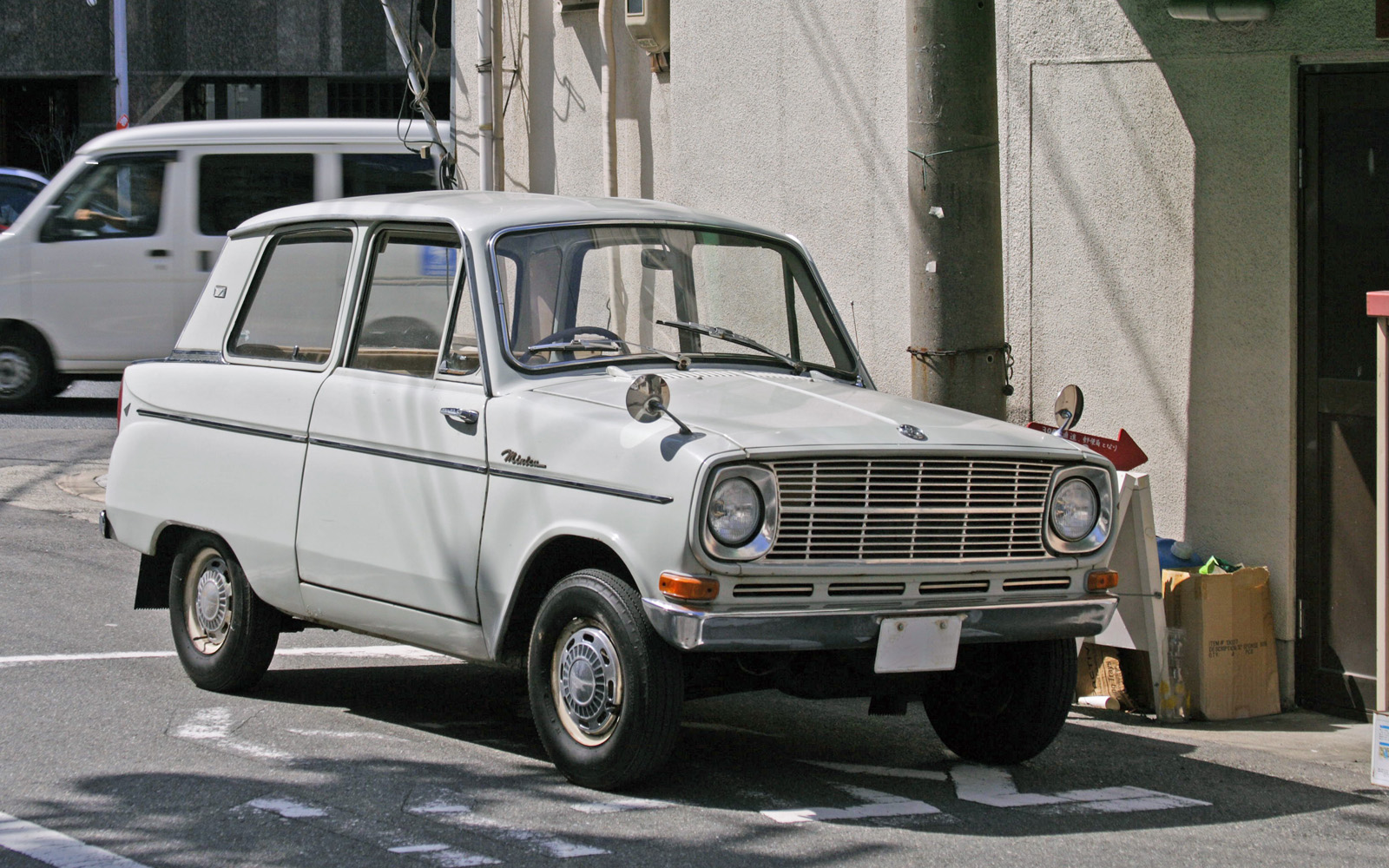
初代三菱ミニカ
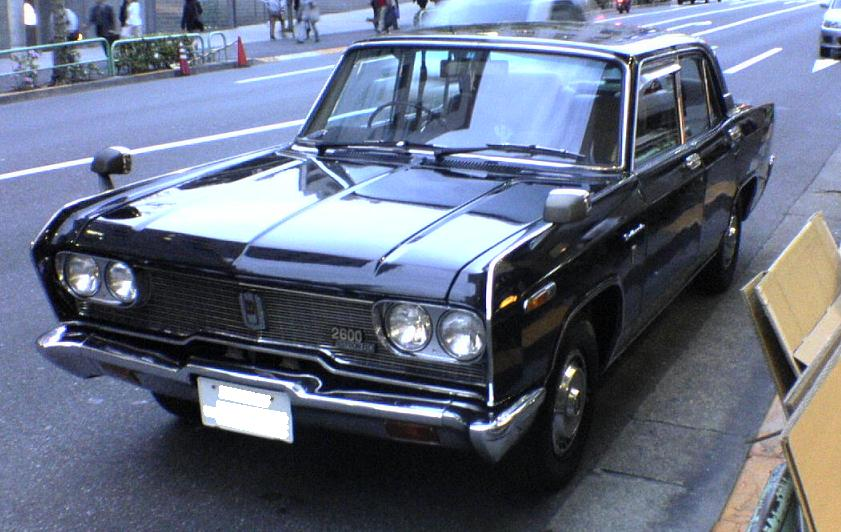
初代三菱デボネア
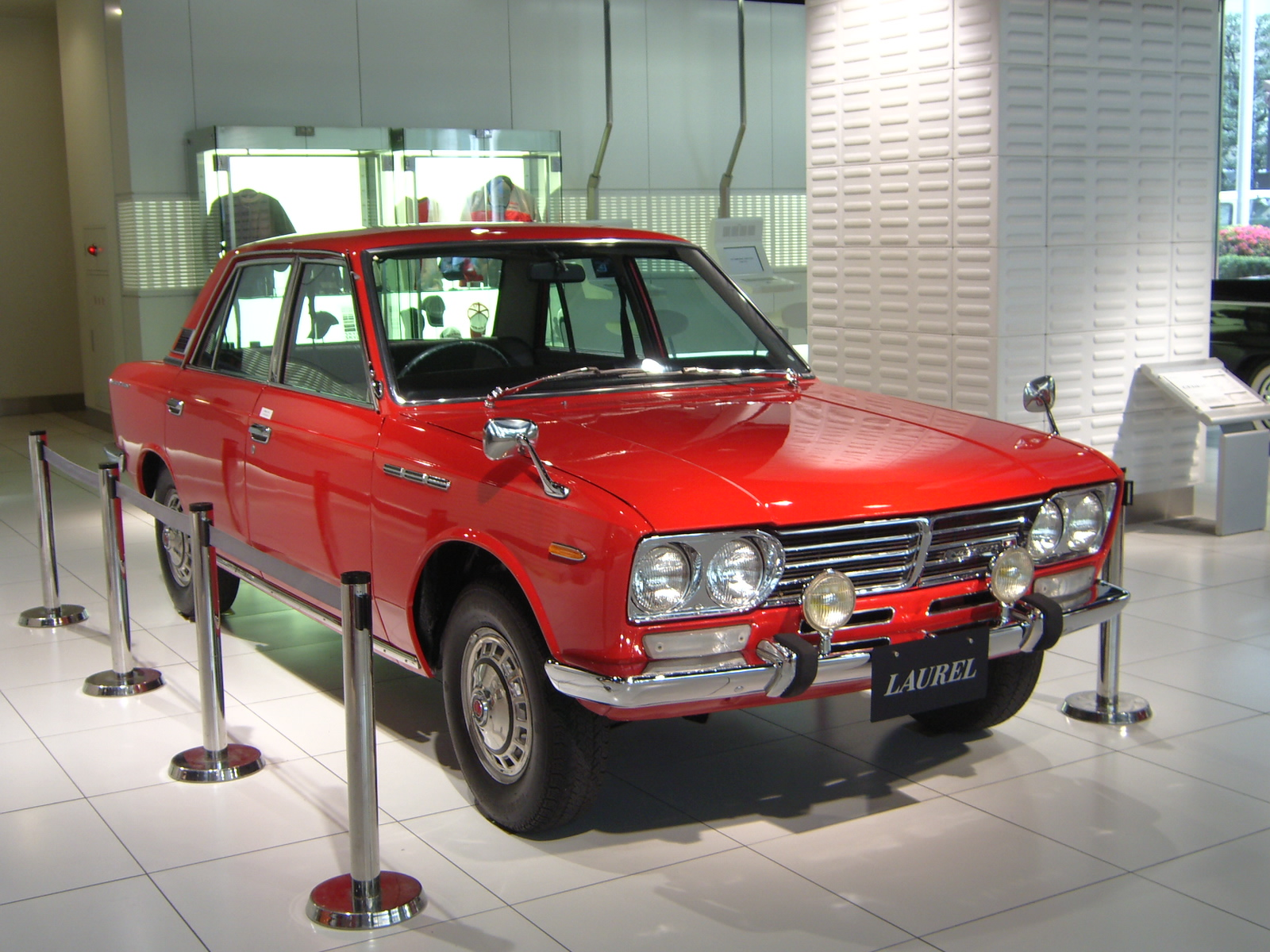
C30型日産ローレル
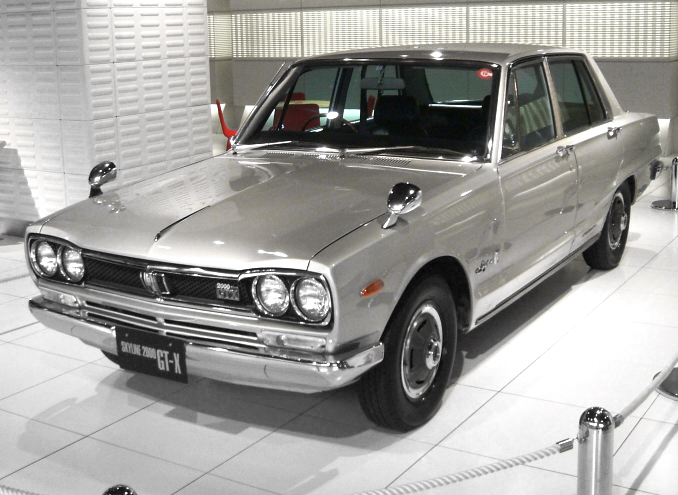
日産スカイライン2000GT-X
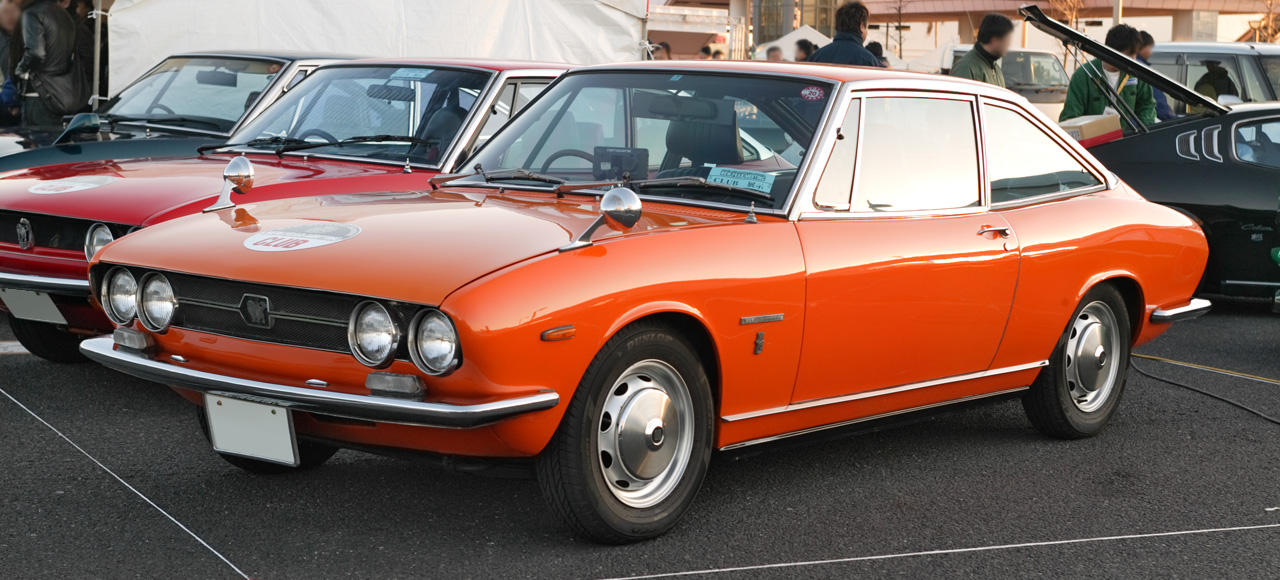
いすゞ117クーペ
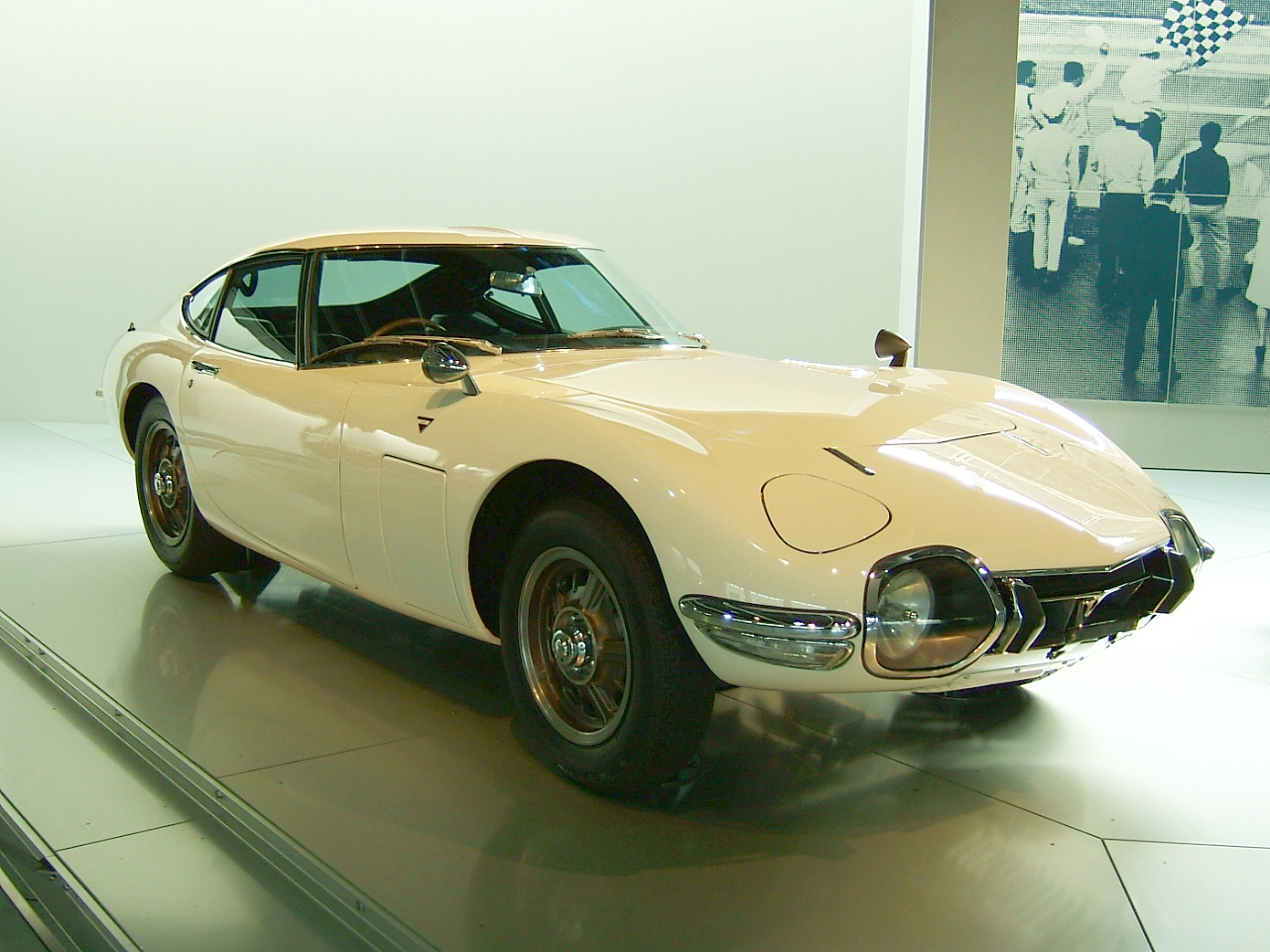
トヨタ2000GT
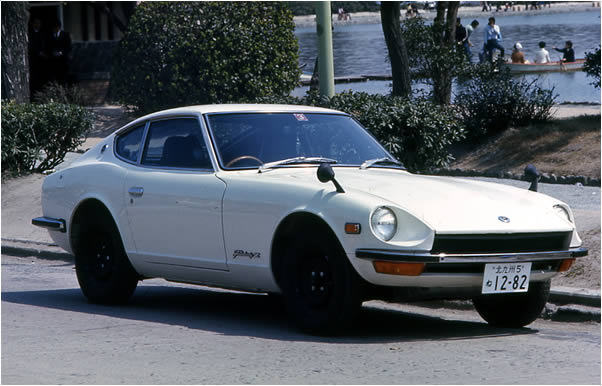
日産フェアレディ240Z
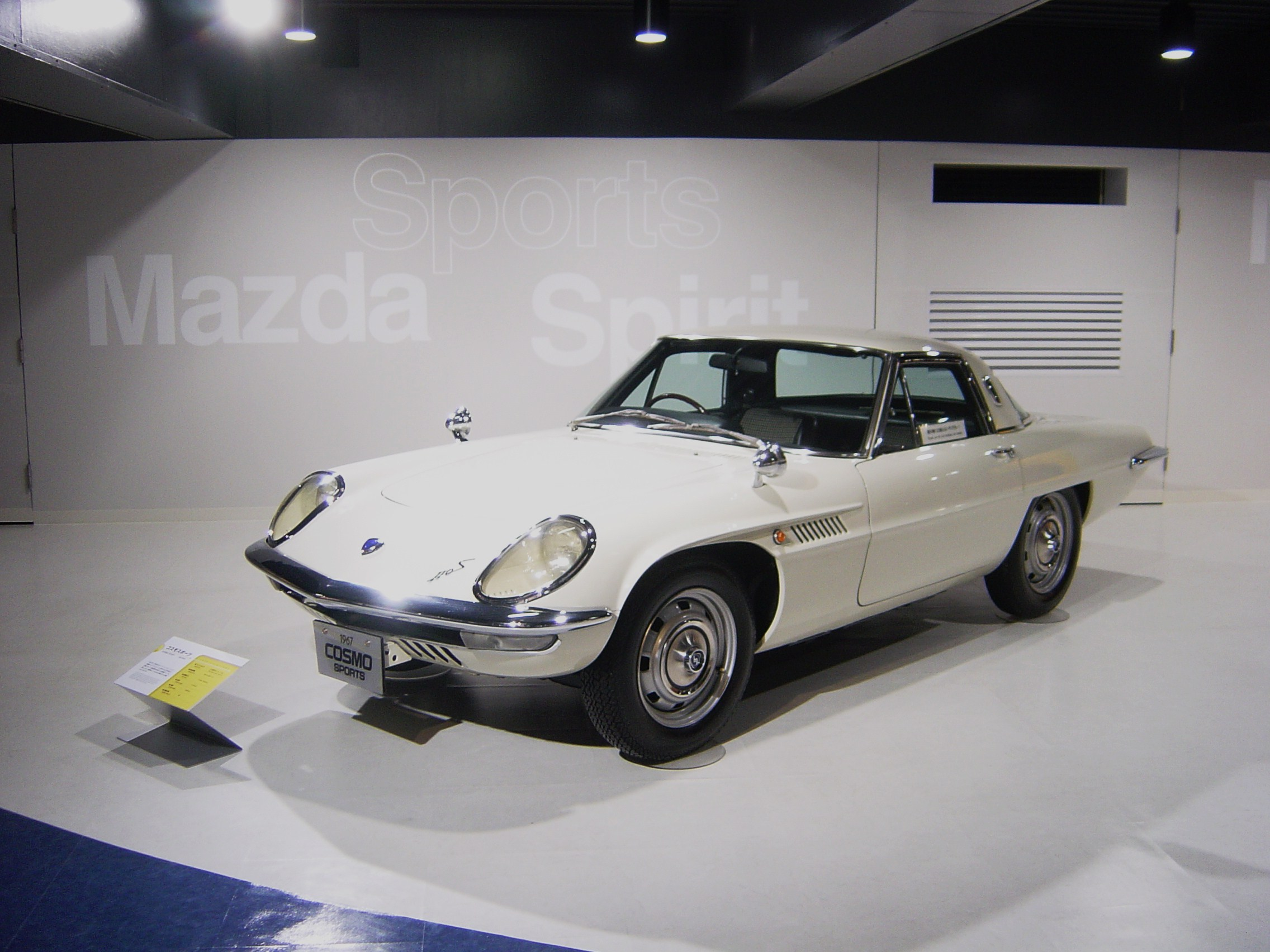
マツダコスモスポーツ
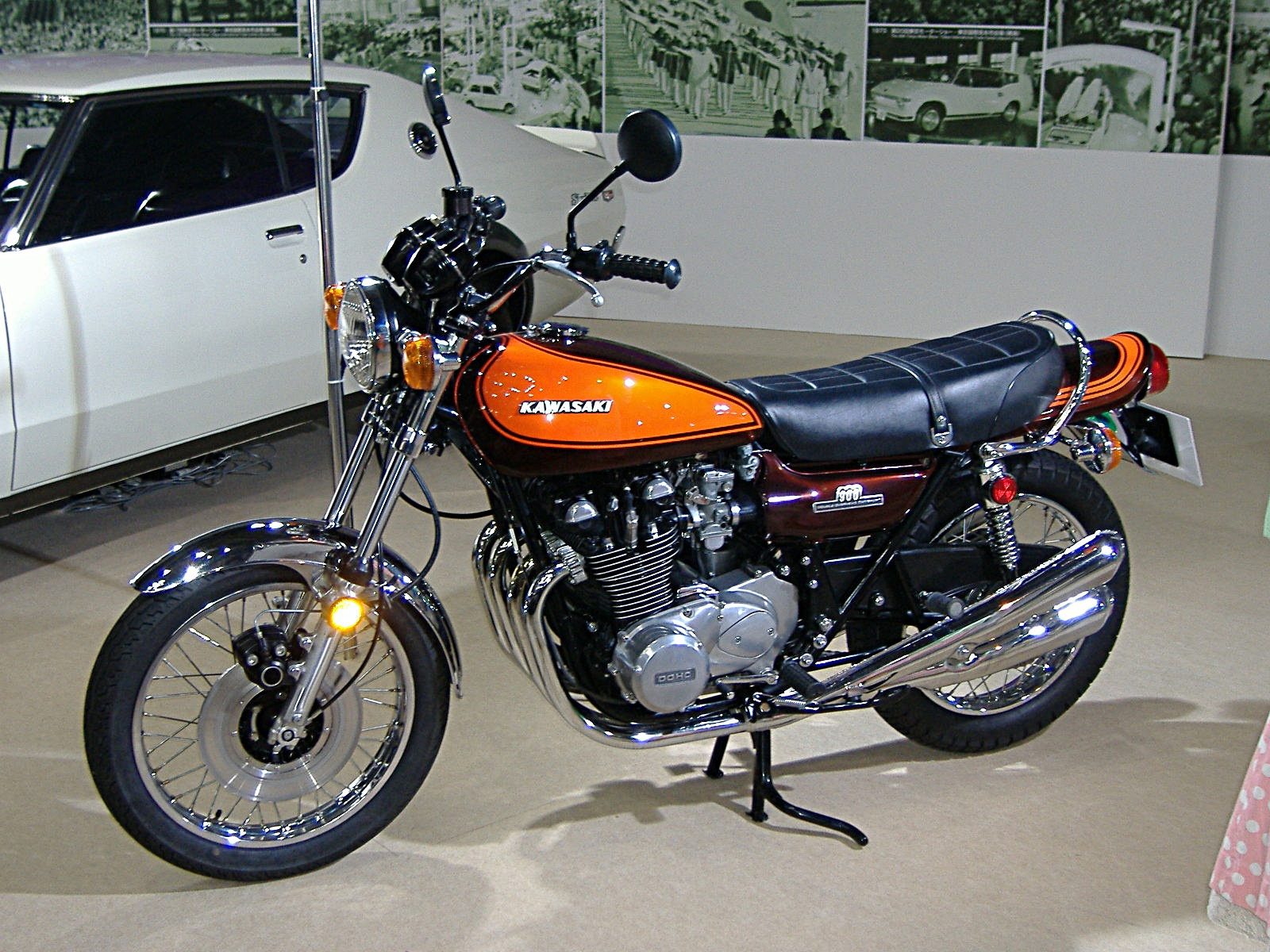
カワサキZ-1（初期型、通称火の玉カラー）
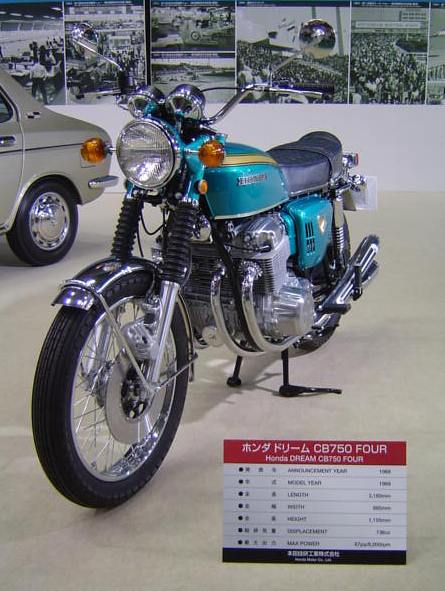
ホンダドリームCB750FOUR

## 旧車と税金

### 日本
日本では2002年度よりグリーン化税制が導入され、一定条件（電気自動車、ハイブリッド自動車、メタノール自動車、天然ガス自動車といったいわゆる低公害車と路線バスなどの公共交通機関）以外の全ての自動車は新規登録から一定の年数が経過すると以下の税金が重課となる。
- 自動車税 - ガソリン車は13年、ディーゼル車は11年経過で重課[16]
- 軽自動車税 - 一律13年経過で重課[17]
- 自動車重量税 - 13年および18年経過時に段階的に重課[18]

以上の通り、新規登録より一定期間を経過した自動車は税金重課の対象である。それより車齢を重ねている旧車は（いわゆる低公害車でない限り）当然全て重課対象であり、使用距離や使用頻度が少なく燃料消費量が少なかったり燃費が良くても重課となる。ただし、前述の通り新規登録より一定期間を経過した自動車が重課対象であるので、海外で長年使用された中古車を日本に輸入して登録した場合はその登録日が起算日となり（その輸入中古車がどんなに古くても新車として扱われる）、登録より少なくとも11年経過しなければ重課対象にはならない。

### ドイツ
ドイツでは製造より30年経過した自動車に対してHナンバーと呼ばれる特別なナンバープレートを交付し、自動車関連諸税が減税になる優遇措置が取られている。ただし、条件によっては逆に増税になる場合もある。

## 旧車と自動車保険

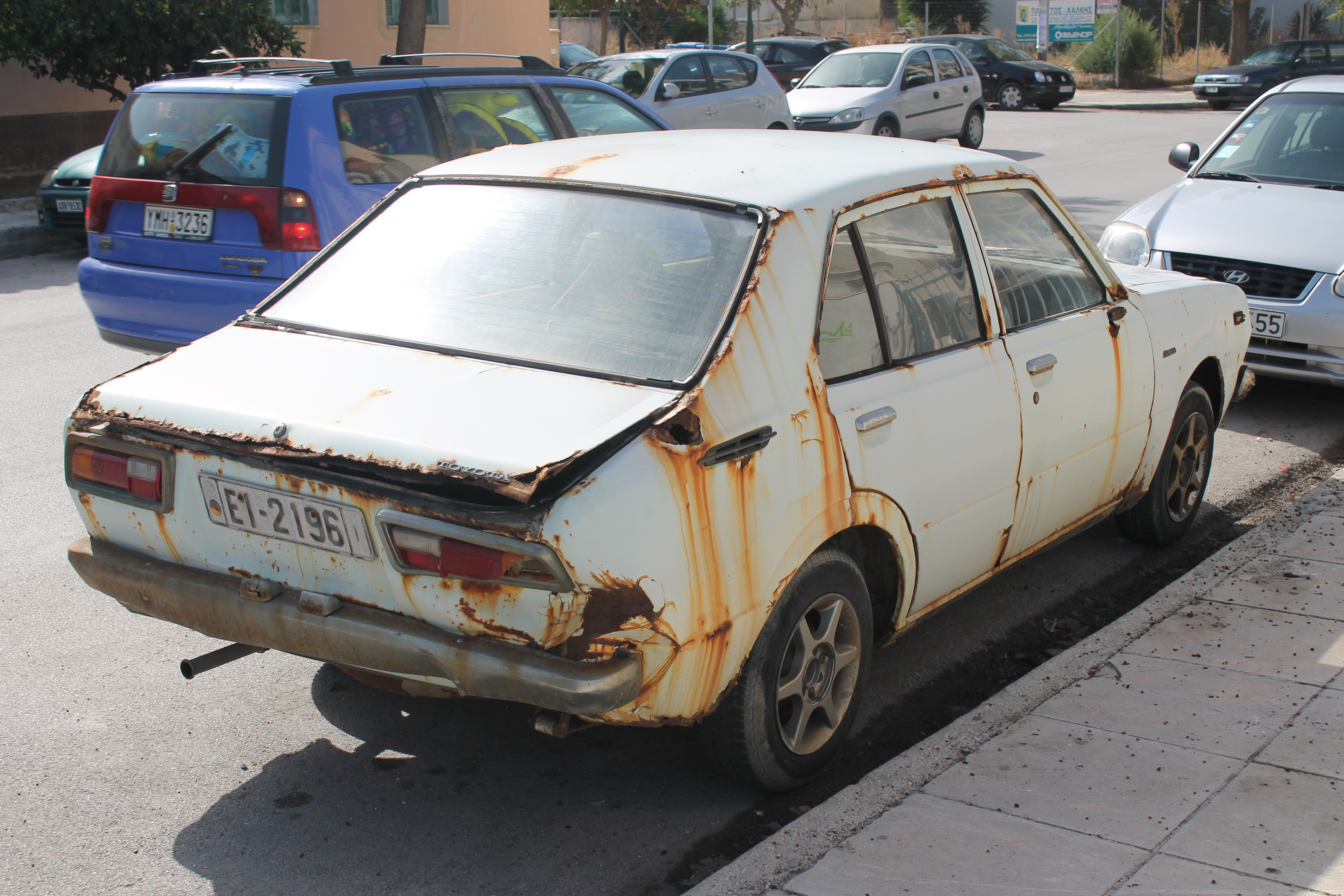
(参考)後部に破損が見られるE50系カローラ。
旧車は大概、新車当時は｢掃いて捨てるほどいた｣車種でも輸出や廃車などで車体・部品とも現存数が少なくなっている。そのため同型車は簡単には見つからず、かといって｢もらい事故｣で修理しようにも十分な金額が補償されない、部品がない･･･という状況に陥ることが間々ある。

自動車保険を扱う損害保険会社は、車両の価値を保険会社独自の時価評価額で判断している。これは市場価値とは若干異なった概念であり、たとえ人気の高い車種や後年にプレミアがつき市場価値の高まった旧車であっても、製造・登録から一定年数が経過した車両は軒並み無価値と判断する。また、そうでない車両でもオーナーの思い入れや市場残存数の減少といった背景から｢代わりのクルマがない｣ため修理するしかない場合もありうる。
すなわち、保険会社の評価額と市場価値や修理費用にズレが生じるため、
- 旧車に発生した損害を補償する車両保険への加入ができない。
- 加入できても事故時に正当(修理に十分)な金額が補償されない。
- 旧車にぶつけてしまった場合(旧車側からしてみればもらい事故)でも加害者側(の保険会社)から正当な金額が補償されず、旧車側が弁護士をつけ交渉したり裁判に持ち込んだりする必要が出てくる。[23][24]。

というように十分な救済が受けられない問題がある。そのため2017年現在、｢旧車に対する補償不足問題｣への対応として以下のような保険商品が登場してきている。
旧車のための車両保険
エース損害保険が一定条件を満たした旧車の損害を補償する自動車保険を販売している 他、契約車両の修理費が契約金額を上回る場合に保険金を支払う特約を用意している保険会社も出てきている。
旧車に対応した損害賠償保険
また、｢旧車にぶつけてしまった｣と言う事態での損害賠償に対応できる商品も｢対物超過修理費用特約｣などと称して登場してきている。
しかしこれらの商品はいずれのタイプも限度額が～50万円程度であることも多いなど自動車の修理費用に充てる保険としては心許ない場合もあることには注意が必要である。
また、このような事態に備えて保険に弁護士特約をつけておき、もらい事故の際に弁護士をつけて交渉に臨む方法も提示されていることがある。